# ایست رنتون هایلندز (واشینگتن)
ایست رنتون هایلندز (به انگلیسی: East Renton Highlands) یک منطقهٔ مسکونی در ایالات متحده آمریکا است که در شهرستان کینگ، واشینگتن واقع شده‌است. ایست رنتون هایلندز ۳۲٫۸ کیلومتر مربع مساحت و ۱۱٬۱۴۰ نفر جمعیت دارد و ۱۶۰ متر بالاتر از سطح دریا واقع شده‌است.